# Escorca
Escorca (en catalan et en castillan) est une commune d'Espagne de l'île de Majorque dans la communauté autonome des Îles Baléares. Elle est située au nord-ouest de l'île.

## Géographie

Localisation de l'île Majorque dans les Îles Baléares.
Localisation d'Escorca dans l'île de Majorque.
Localisation de la comarque de la Serra de Tramuntana dans l'île de Majorque.

## Histoire
Le territoire de la commune est occupé dès la période talayotique comme en témoigne le site archéologique d'Almallutx.
L'Histoire d'Escorca se confond essentiellement avec celle du Monastère de Lluc, centre religieux et centre du pouvoir de cette commune particulière, dont le territoire s'étend aux lieux parmi les plus reculés de l'île de Majorque : Cala Tuent, la Calobra (Sa Calobra) ou le Torrent de Pareis.
Lucus, le bois sacré des romains, est habité depuis les temps préhistoriques (grotte de Cometa del Morts).
Un lieu de pèlerinage s'établit à Lluc au XIIe siècle, autour d'une statue de la Vierge Marie, de couleur noire, en grès, abritée au Monastère de Lluc.

## Démographie
La municipalité d'Escorca se compose de hameaux de petites tailles, particulièrement disséminés sur un vaste territoire.
Les résidents permanents sont environ de l'ordre de trois cents personnes, ce qui en fait la municipalité la moins peuplée de l'île de Majorque.

## Administration
Escorca fait partie de la comarque (cette notion étant inusitée à Majorque) de la Serra de Tramuntana.

## Économie
L'économie est tout spécialement agricole et touristique.
Le tourisme est ici fortement tourné vers la montagne, donc, la randonnée. Escorca est le territoire des randonnées parmi les plus recherchées de la Serra de Tramuntana, du Monastère de Lluc à Soller, par exemple, ou celle de l'ascension du Puig de Massanella (1365 mètres) ou encore, le rude parcours du Torrent de Pareis.
Escorca est entourée de trois grandes cités majorquines : Soller, à l'ouest, Inca, au sud et Pollensa, à l'est, qui sont autant de relais et de points d'appuis à ses activités économiques.

## Patrimoine
Le patrimoine d'Escorca est tout d'abord, naturel.
Le territoire de la commune concentre la plupart des plus grandes montagnes de l'île de Majorque, celles de la Serra de Tramuntana pour sa partie est :
- le Puig Major,
- le Puig de Massanella,
- le Puig Tomir,
- le Puig d'en Galileu
- le Puig Roig, notamment.

Le lac de Cuber et le lac de Gorg Blau sont les plus notables de Majorque.
Il présente également quelques beautés côtières, telle que Sa Calobra ou Cala Tuent.
C'est également un patrimoine architectural, tel celui du Monastère de Lluc ou de la chapelle Sant Llorenç de Tuent, avec son évidente dimension religieuse. Les glacières, maisons de neige (cases de neu, en dialecte majorquin), ouvrages en pierre sèche qui servaient à conserver la glace accumulée l'hiver, en vue des besoins culinaires et domestiques, se croisent encore en abondance. De même, les anciennes cabanes de pierre des charbonniers et les lieux de chauffe du charbon de bois, demeurent facilement visibles le long des chemins.
La côte présente de nombreuses tours de guet, telle que la tour de LLuc, rappelant le temps où les habitants devaient se prémunir des attaques fréquentes de pirates barbaresques, basés en Algérie.